# Danza Chhau
La danza Chhau (en oriya: ଚାଉ ନୃତ୍ୟ; en inglés: Chhau Dance) también llamada danza Chaú es un baile tradicional del este de la India, principalmente en Odisha con el que se interpretan poemas como el Mahabharata y el Ramayana, y temas folclóricos locales o temas abstractos. Sus tres estilos distintos son originarias de 3 regiones: Seirakella, Purulia y Mayurbhanj. Los dos primeros se ejecutan con máscaras. La danza chhau está estrechamente vinculada a la celebración de festividades regionales, y en particular a la Chaitra Parva, fiesta de la primavera.
La danza Chhau es parte integrante de la cultura de las comunidades interesadas y agrupa a personas de diferentes clases sociales y orígenes étnicos, con prácticas sociales, religiones e idiomas muy distintos.
También es un patrimonio mundial de la humanidad.

## Historia

### Origen
Sus orígenes se pueden encontrar en determinadas modalidades autóctonas de danza y prácticas marciales.
Se originó en Purulia, que no esta en Odisha

### A la mitad de su historia
La danza Chhau  era practicada en otros tiempos por los nobles, las mujeres no podían aprender esta técnica.

### Actualidad
Sin embargo, la creciente industrialización, las presiones económicas y los nuevos medios de información y comunicación están provocando un desarraigo de las comunidades y reduciendo su participación colectiva en este baile.

## Forma de bailar
Sus movimientos comprenden simulaciones de técnicas de combate, imitaciones estilizadas de pájaros y otros animales, y gestos inspirados en los quehaceres domésticos de las amas de casa. La danza chhau se enseña solamente a hombres que son miembros de familias de artistas tradicionales o de comunidades locales. Se ejecuta por la noche y al aire libre, al son de melodías folclóricas tradicionales ejecutadas con dos instrumentos de lengüeta llamados mohuri y shehnai.

### Máscaras
Utiliza suntuosas máscaras de cerámica pintadas y decoradas con shola, una pasta blanca y moldeable) por los artistas de la comunidad Suthadar.

### Significado
En las tres modalidades las  acrobacias se alternan con  movimientos que intentan inspirar la vida cotidiana en los poblados y selvas.

### Música

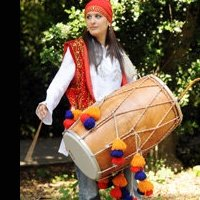
Persona tocando el Dhol

La música combina instrumentos de viento como el Mohuri y Shenai, con diferentes tambores como el Dhol , Dhamsa o kettle y Karkha

#### Dhol
El dhol es un instrumento de percusión usado en la India (más específicamente en la Danza Chhau de Odisha) y en el Cáucaso. Es un gran tambor, que para tocarlo se golpea por ambos lados con dos palos de madera y caña de bambú. Su diámetro suele ser de aproximadamente 40 cm en general y el músico se lo cuelga con una correa alrededor del cuello.

## Aprendizaje
Se puede aprender esta danza con un guru si tiene condiciones para ello y la firme determinación de servir al guru. También, desde 1960, se puede aprender en el Centro de Danza Chhau fundado por el gobierno de Odisha en Seraikella y Mayurbhanj. Existe, además, el Centro Nacional de Danza Chhau,  en Baripada, Odisha.